# Sorbyita
La sorbyita és un mineral de la classe dels sulfurs. Anomenada així per Henry Clifton Sorby (1826-1908), químic i geòleg, pioner en l’aplicació de la física per explicar fenòmens geològics. Se li reconeix, particularment, la seva innovació en fer seccions fines de roques per estudiar la seva composició mineral, textura, etc. i és considerat el fundador de la petrologia microscòpica.

## Característiques
La sorbyita és una sulfosal de fórmula química CuPb9(Sb,As)11S26. Va ser aprovada com a espècie vàlida per l'Associació Mineralògica Internacional l'any 1966, sent publicada per primera vegada un any després. Cristal·litza en el sistema monoclínic. La seva duresa a l'escala de Mohs es troba entre 3,5 i 4.
Segons la classificació de Nickel-Strunz, la sorbyita pertany a «02.LB - Sulfosals sense classificar, amb Pb essencial» juntament amb els següents minerals: miharaïta, ardaïta, launayita, madocita, playfairita, sterryita, larosita, petrovicita, mazzettiïta i crerarita.

## Formació i jaciments
Va ser descoberta al Taylor Pit, situat al municipi de Huntingdon, dins el comtat de Hastings (Ontario, Canadà). També ha estat descrita als Estats Units, França, el Kirguizstan i Indonèsia.